# 沈红光
沈红光（1950年11月—），男，浙江奉化人，中华人民共和国政治人物，曾任中共上海市委统战部长、组织部长。中共上海市第六、七、八届党代会代表，上海市第十二届人民代表大会代表。

## 生平
沈红光毕业于中共中央党校，大学本科学历。
曾先后担任上海市监察委员会委员，上海市监察委副主任。担任职务有：中共上海市委常委，上海市纪委副书记，上海市委副秘书长；2003年12月任中共上海市委常委、统战部部长。2006年10月，调任中共上海市委组织部部长。2011年5月，转任上海市军转安置工作领导小组组长、中共上海市委创先争优活动领导小组副组长、中共上海市委党建工作领导小组副组长、上海市黄浦区、卢湾区“撤二建一”工作领导小组副组长。2013年7月，任中央党的群众路线教育实践活动第二巡回督导组副组长；2014年2月，任中央党的群众路线教育实践活动第一巡回督导组副组长。